# Columbia Rediviva
Columbia Rediviva (ursprungligen enbart Columbia) var ett amerikanskt expeditionsfartyg som användes av kapten Robert Gray under den första amerikanska världsomseglingen åren 1787 till 1790.

## Fartyget
"Columbia" var ett fullriggat tremastat segelfartyg. Fartyget byggdes 1773 vid Hobart’s Landing-varvet i Norwell Massachusetts. Skeppet var cirka 25 meter långt med ett tonnage på cirka 213 ton. Besättningen uppgick till mellan 16 och 30 man. Efter renovering 1787 i Plymouth, Massachusetts fick fartyget namnet Columbia Rediviva.

### Världsomseglingen
Den 30 september 1787 lämnade Gray med befäl över fartyget Lady Washington och John Kendrick med befäl över "Columbia" hamnen i Boston med kurs mot amerikanska nordväst-kusten för att införskaffa pälsvaror för vidare transport till Kina.
.Gray nådde Nootka-sundet vid Vancouver Island den 17 september 1788. En vecka senare anlände även "Columbia" dit. Gray och Kendrick bytte fartyg den 24 juni 1789 Gray hade nu befäl över "Columbia". Kendrick stannade på västkusten medan Gray fortsatte expeditionen via Hawaiiöarna mot Kina och fartyget anlände till Guangzhou i början på 1790. Pälsvarorna byttes mot en last av siden, porslin och te. Den 12 februari 1790 började "Columbia" hemfärden med kurs mot Godahoppsudden. Fartyget anlände åter i Boston den 9 aug 1790.

### Columbiaexpeditionen

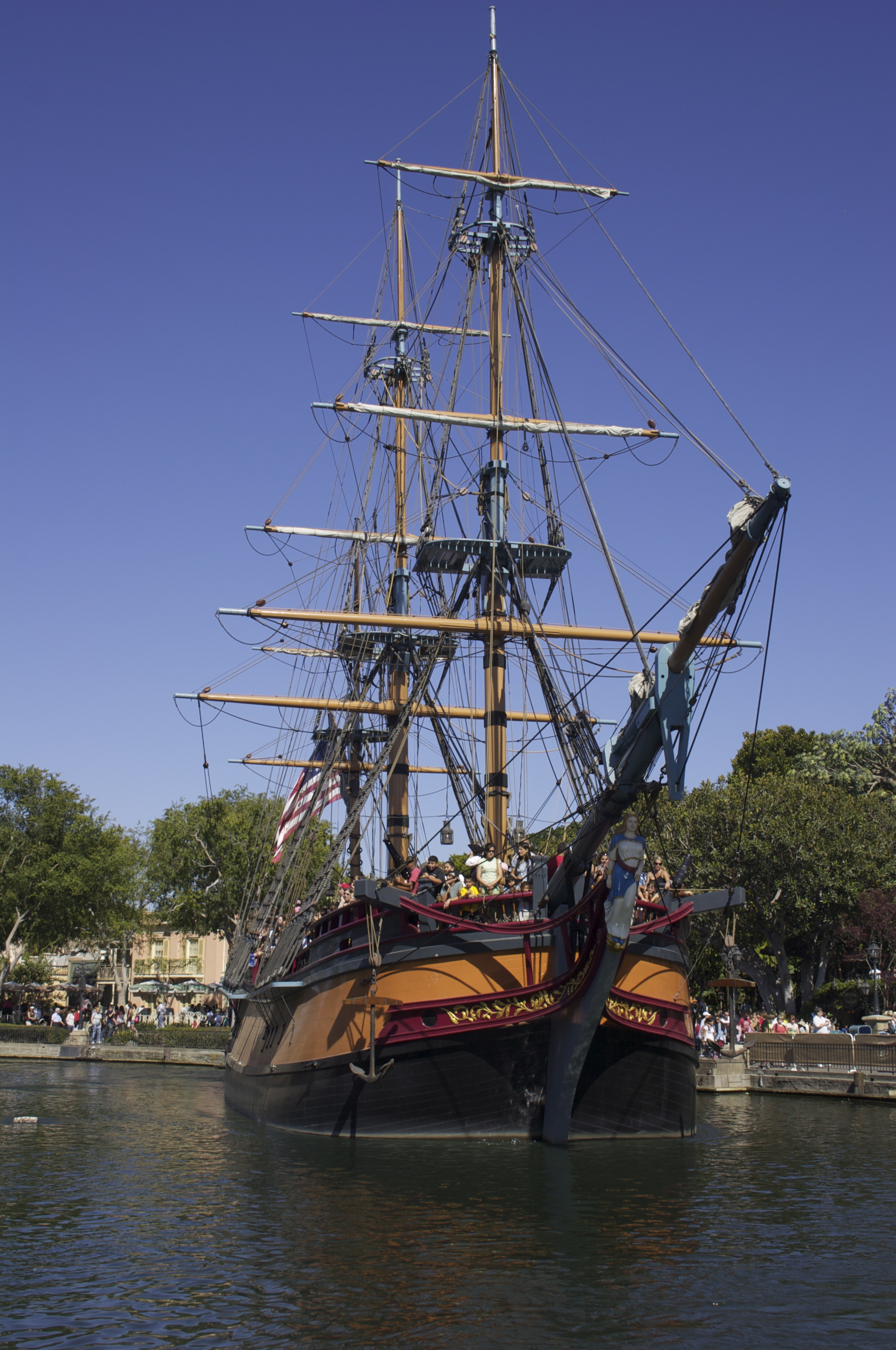
replika av ”Columbia”

Den 28 september 1790 inledde "Columbia" med kapten Gray sin andra Nordväst-expedition, man nådde dagens Grays Harborviken den 7 maj och upptäckte Columbiaflodens mynning den 11 maj 1792, han döpte floden efter fartyget. Den 25 juli 1793 var fartyget åter i Boston.
Därefter fortsatt "Columbia" som handelsfartyg tills 1801 då fartyget höggs upp, 1958 invigdes en replika av fartyget i nöjesparken Disneyland i Anaheim, Kalifornien.